# Modibo Sidibé
Modibo Sidibé (n. 7 noiembrie 1952, Bamako, Bamako Capital District⁠(d), Mali) este un politician malian care a fost prim-ministru al statului Mali din septembrie 2007 până în aprilie 2011.

## Carieră
Sidibé, care s-a născut la Bamako, a fost șef de poliție înainte de a îndeplini funcția de consilier tehnic al Ministerului delegat pentru Apărarea Națională din 1986 până în 1989; a fost apoi șeful de cabinet în cadrul aceluiași minister din 1989 până în 1991. A fost pentru o scurtă perioadă de timp director cabinetului ministrului delegat pentru securitate internă în 1991, apoi director al cabinetului liderului militar de tranziție, Amadou Toumani Touré din 1991 până în 1992; în această din urmă funcție, el a ocupat funcția de ministru.
El a deținut gradul de inspector general al poliției.

## Prim ministru
Sub președinția lui Alpha Oumar Konaré, Sidibé a fost numit ministru al sănătății, solidarității și al vârstnicilor în aprilie 1993. A rămas în această funcție până când a fost numit ministrul afacerilor externe și al cooperării la 16 septembrie 1997. După aproape cinci ani ca ministru de externe, a fost numit secretar general al președinției (cu gradul de ministru) de către Amadou Toumani Touré la 9 iunie 2002, în urma alegerii acestuia în funcția de președinte. A îndeplinit funcția de secretar general al președinției până când a fost numit prim-ministru la 28 septembrie 2007. Guvernul său a fost numit pe 3 octombrie.
Sidibé și-a dat demisia la 30 martie 2011. Înlocuitoarea sa a fost Cissé Mariam Kaïdama Sidibé, care a fost prima femeie prim-ministru din Mali la 3 aprilie 2011. Se aștepta ca Sidibé să candideze la alegerile prezidențiale din aprilie 2012, dar în lunile următoare el nu a confirmat speculațiile. S-a întâlnit cu președintele Touré la 6 septembrie 2011 pentru a-i spune acestuia că demisionează din funcția de inspector general al poliției; având în vedere că era legal necesar ca el să demisioneze acest grad cu cel puțin șase luni înainte de alegeri pentru a putea participa drept candidat la președinție, mutarea a fost privită ca o indicație a planurilor sale.